# Férin
Férin település Franciaországban, Nord megyében. Lakosainak száma 1441 fő (2022. január 1.). Férin Lambres-lez-Douai, Sin-le-Noble, Courchelettes, Dechy, Gœulzin, Corbehem és Gouy-sous-Bellonne községekkel határos.

## Népesség
A település népességének változása:
| Lakosok száma | 1479 | 1475 | 1491 | 1455 | 1469 | 1458 | 1452 | 1447 | 1441 |
|               | 2013 | 2015 | 2016 | 2017 | 2018 | 2019 | 2020 | 2021 | 2022 |